# Visió d'Espanya
Visió d'Espanya és un conjunt de catorze grans panells pintats a l'oli sobre llenç pel pintor valencià Joaquim Sorolla entre 1913 i 1919.
El conjunt és fruit d'un encàrrec realitzat per la Hispanic Society de Nova York al pintor, pel qual aquest es comprometia a realitzar una sèrie de llenços de gran grandària sobre les diverses regions d'Espanya i Portugal amb destinació a decorar la biblioteca de l'edifici seu de la fundació.
Entre els panells hi ha una pintura, "Catalunya. El Peix", de 1915, sobre la venda de peix a la platja de Santa Cristina de Lloret de Mar, en què ressalten els blaus i blancs.

## Un encàrrec de pes
El 26 de novembre de 1911 Sorolla i Archer Milton Huntington van signar un document pel qual el pintor es comprometia a realitzar una sèrie de pintures a l'oli sobre llenç amb temes representatius de les regions de la península Ibèrica. Les pintures decorarien la futura biblioteca de la institució. Sorolla es comprometia així mateix a lliurar els esbossos preparatoris i a no exhibir les obres en cap altre lloc abans que a Nova York. Encara que la Hispanic Society li va donar el nom de Regions d'Espanya, Sorolla va preferir canviar-ho pel de Visió d'Espanya, ja que el conjunt suposa una visió global de com l'artista veia el seu país, allunyada dels estereotips romàntics i fins i tot de la realitat territorial. De fet, les regions de Múrcia, Astúries, Canàries i Balears no van ser triades per formar part del conjunt. D'altra banda, encara que 2 ciutats andaluses estan incloses fins a en cinc panells, només s'esmenta directament a la regió d'Andalusia en una d'elles. Granada, que en aquell moment era una regió, tampoc queda representada. El mateix que en el de Castella, on en realitat s'inclou a la Regió de Lleó, juntament amb les regions típicament castellanes, Castella la Vella i Castella la Nova.
Al principi es va especular amb la possibilitat de realitzar un únic mural de setanta metres de longitud, però va prevaler el format de panells individuals, de diferents grandàries.
Per inspirar-se i cenyir-se més a la realitat, Sorolla va decidir recórrer el país i pintar cada escena in situ, a la regió representada. Dels catorze panells només un reflecteix una escena interior, sent els altres exteriors. El pintor va passar gran part de l'any 1912 realitzant esbossos de diferents vestits típics espanyols, i documentant-se para el que s'anava a convertir en l'encàrrec més important de la seva carrera. L'hivern i la primavera d'aquest any ho va passar a Castella (Madrid i altres ciutats de l'interior). Durant l'estiu va alternar estades a Sant Sebastià i Navarra. A la tardor va tornar a Madrid, amb freqüents viatges a diverses localitats de l'altiplà.
Dels catorze panells només un està dedicat a Catalunya que és considerat entre els quatre millors del conjunt. Sorolla va dubtar molt on situar l'escena del que seria el desè panell. El mes de setembre del 1915, el pintor valencià s'instal·la a Barcelona on descarta la possibilitat de pintar el port i comença a buscar llocs que li serveixin d'escenari. Sorolla busca a Catalunya «l'emblema de tota la costa mediterrània» i els artistes Carlos Vázquez Úbeda, Hermen Anglada Camarasa i Santiago Rusiñol li aconsellen Arenys de Mar, Tarragona i Sitges. Finalment visita la cala de Santa Cristina, a Lloret de Mar, que l'acaba convencent del tot. Més endavant li tornaran els dubtes sobre els catalans que ha de pintar, per la "falta de caràcter pintoresc en les gents". El mes de desembre de 1915 va acabar el mural, una composició simbòlica que evoca la pesca i la seva comercialització, amb influències de Cézanne en la resolució dels pins. "Catalunya. El peix" n'és el títol
Per crear el panell corresponent a València, Sorolla es va inspirar en les alqueries i els grans tarongers d'Alzira. Per realitzar l'obra, va planificar traslladar-se diàriament a aquesta ciutat, de gener a març de 1916, segons correspondència amb la seva esposa Clotilde. Finalment la va pintar a València. En concloure l'encàrrec, Sorolla estava esgotat.

## Obres que componen la sèrie

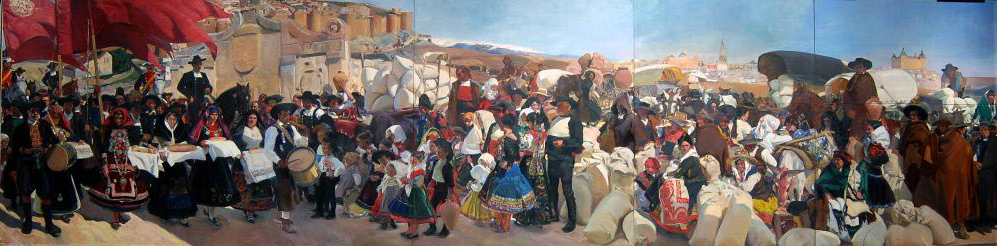
Castella. La festa del pa (1913)
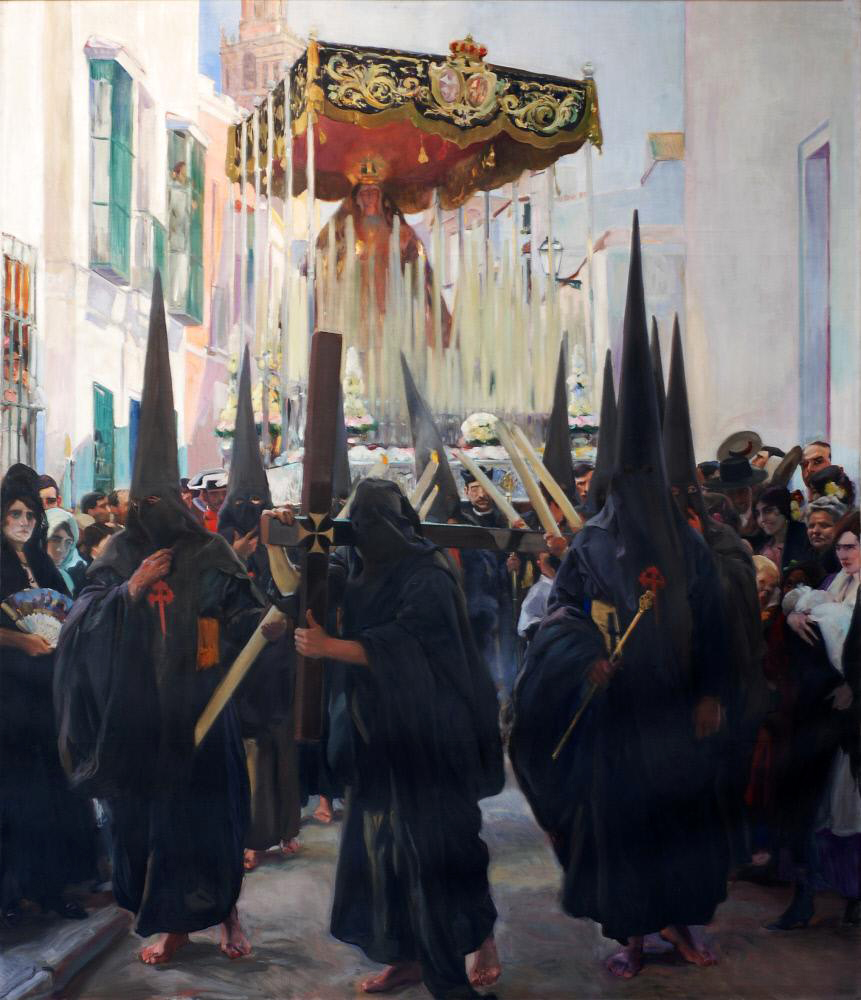
Sevilla. Els nazarenos (1914)
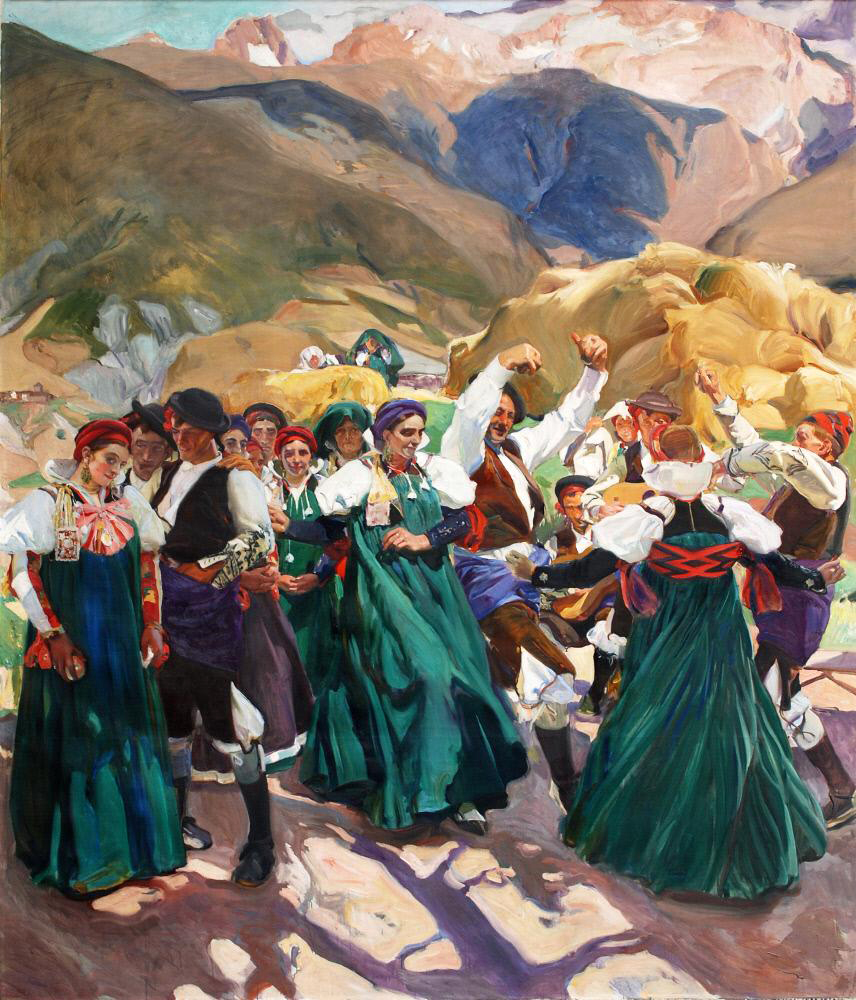
Aragó. La jota (1914)
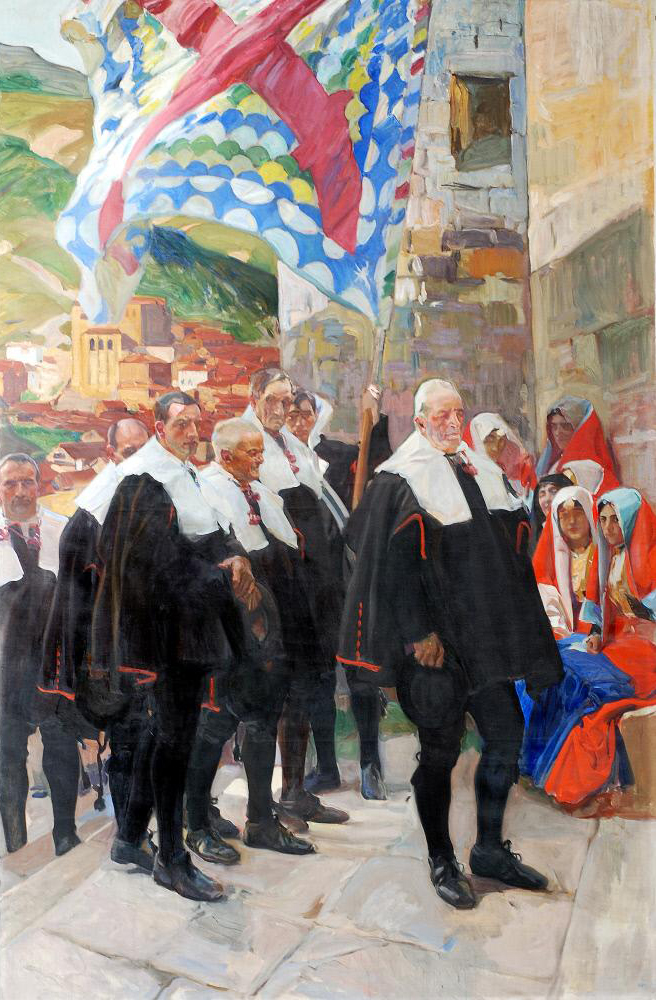
Navarra. El concejo del Roncal (1914)
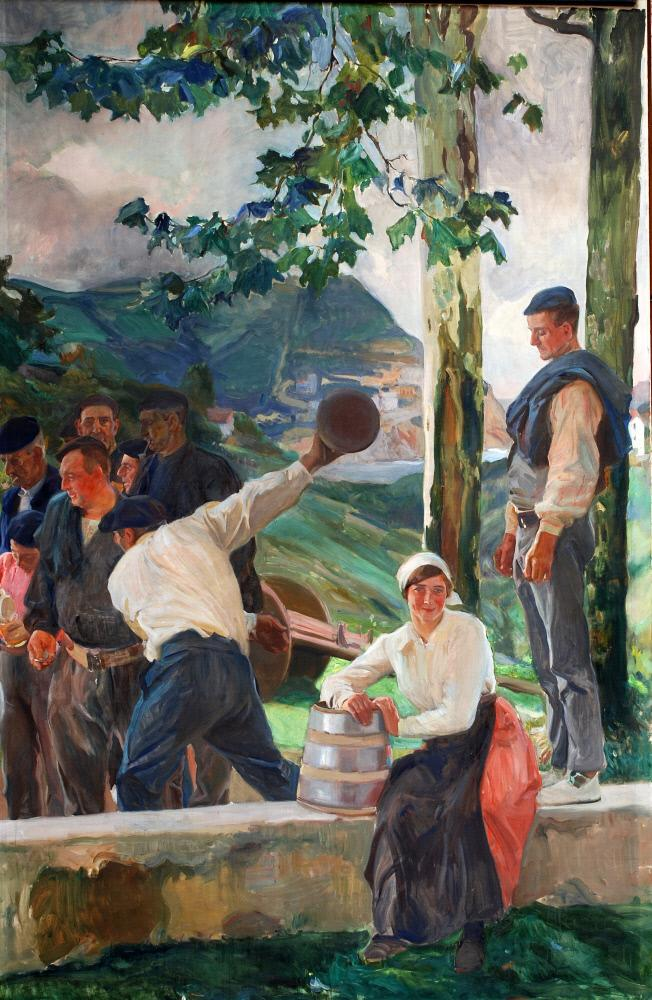
Guipúscoa Les bitlles (1914)
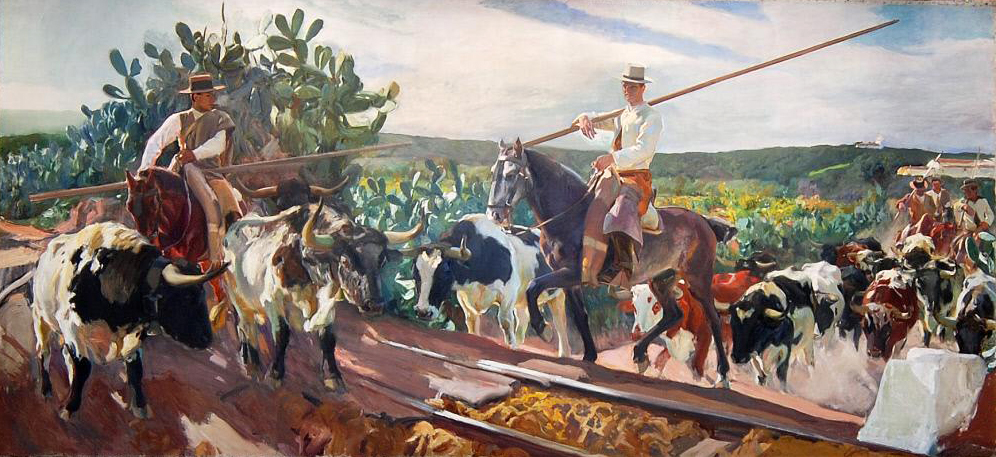
Andalusia. El tancament (1914)
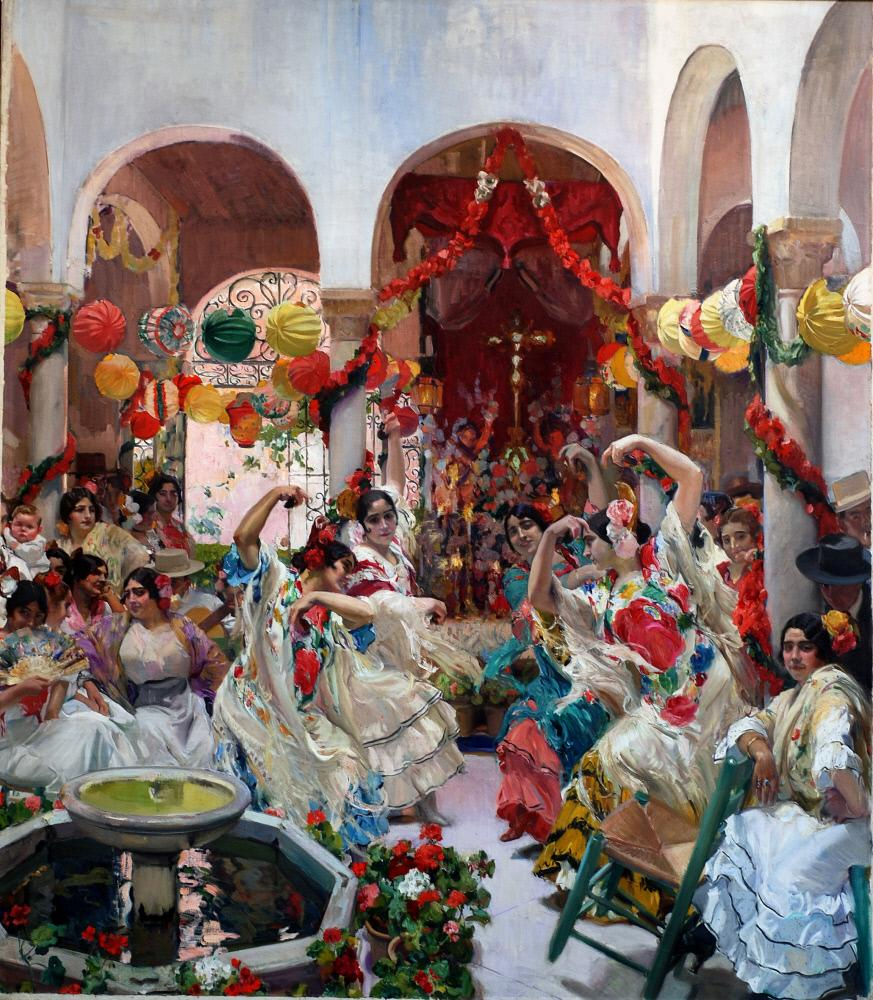
Sevilla. El ball (1915)
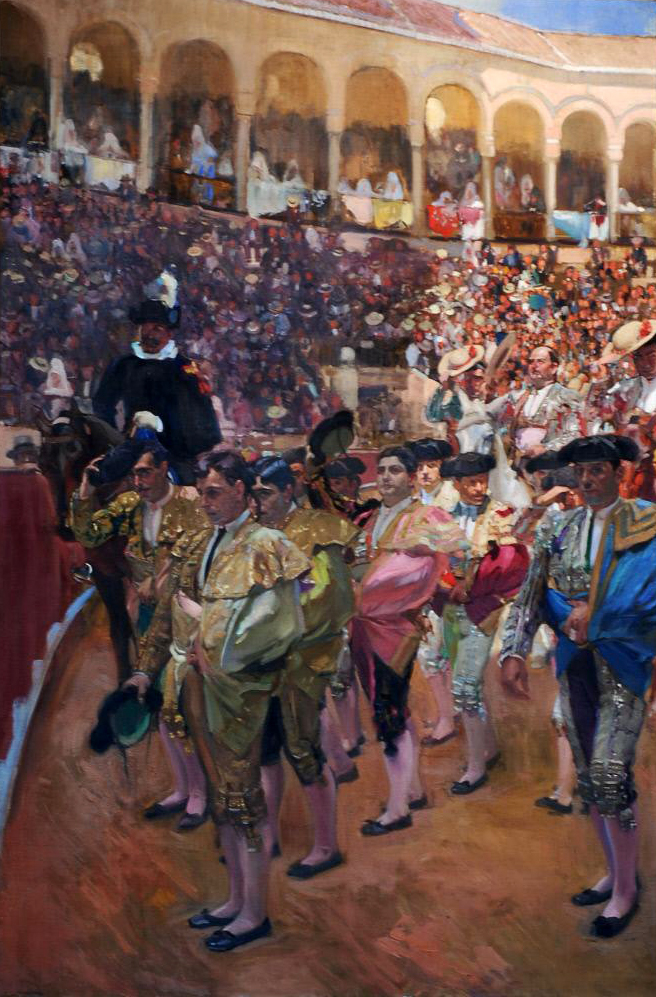
Sevilla. Els toreros (1915)
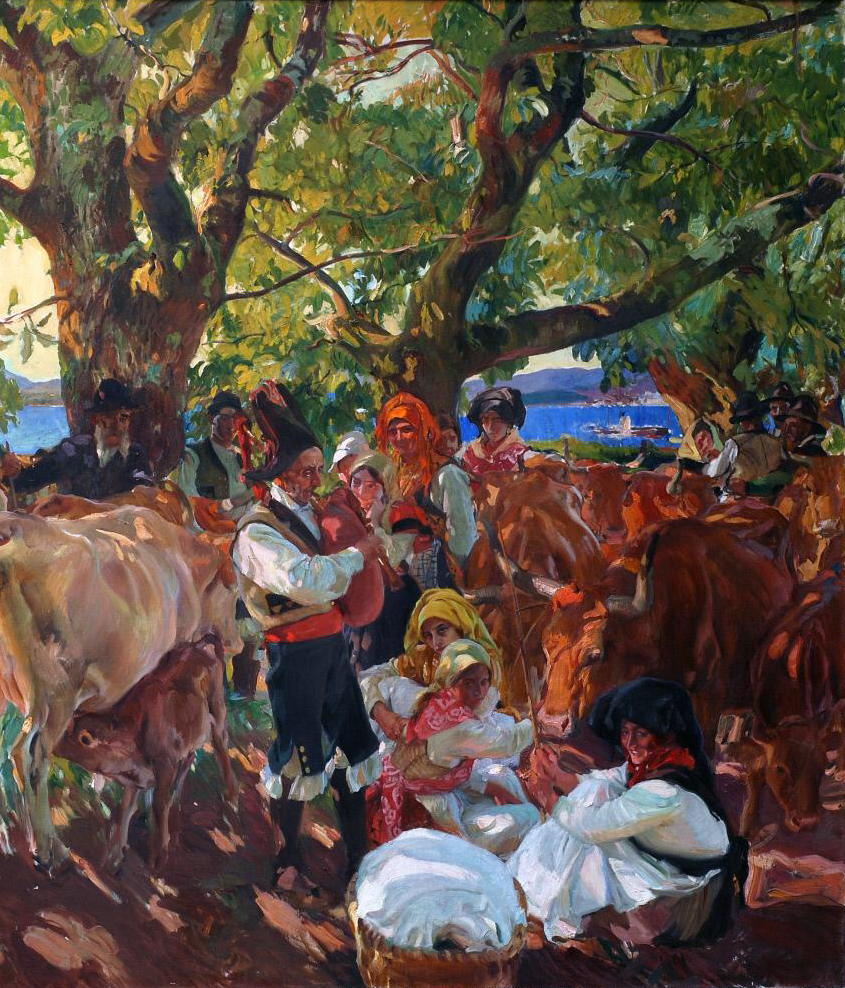
Galícia. El romiatge (1915)
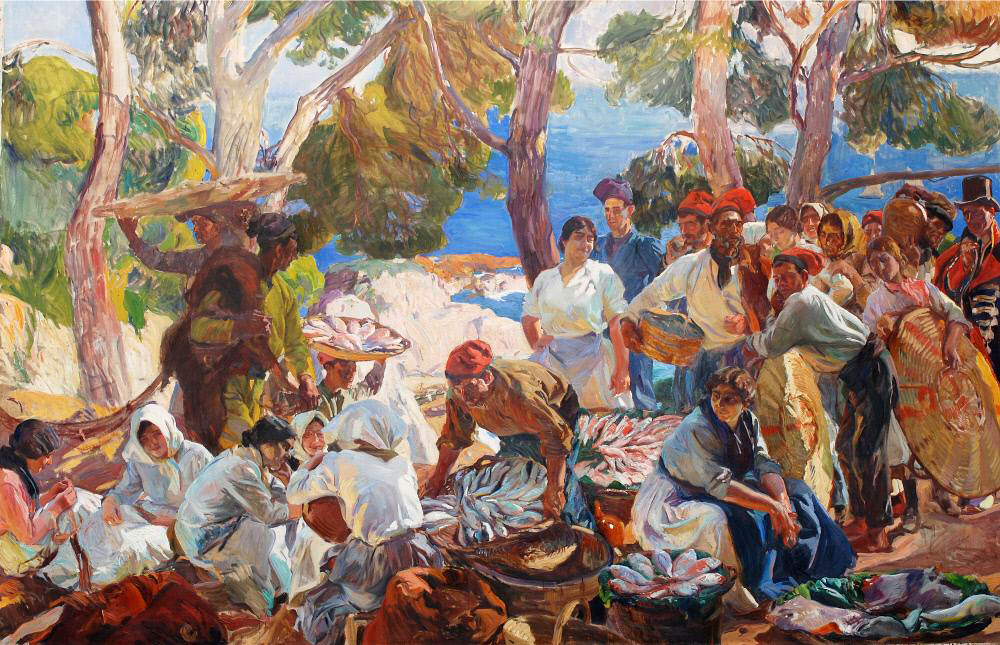
Catalunya. El peix (1915)
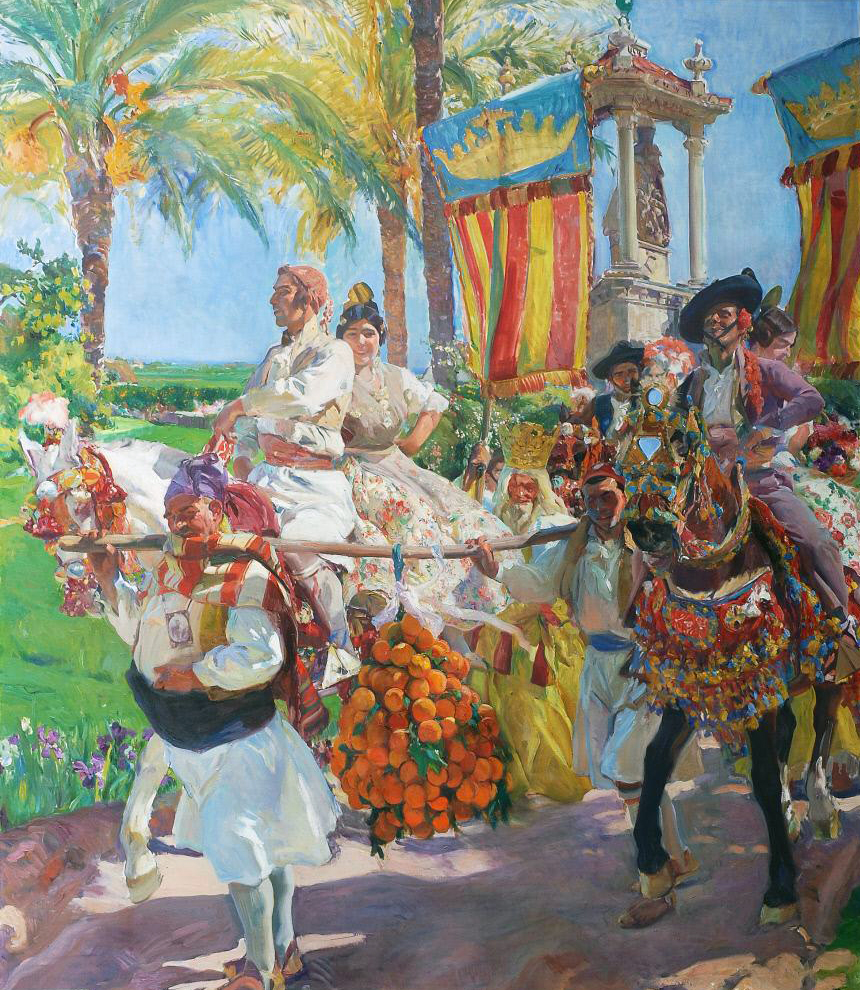
València. Les grupas (1916)
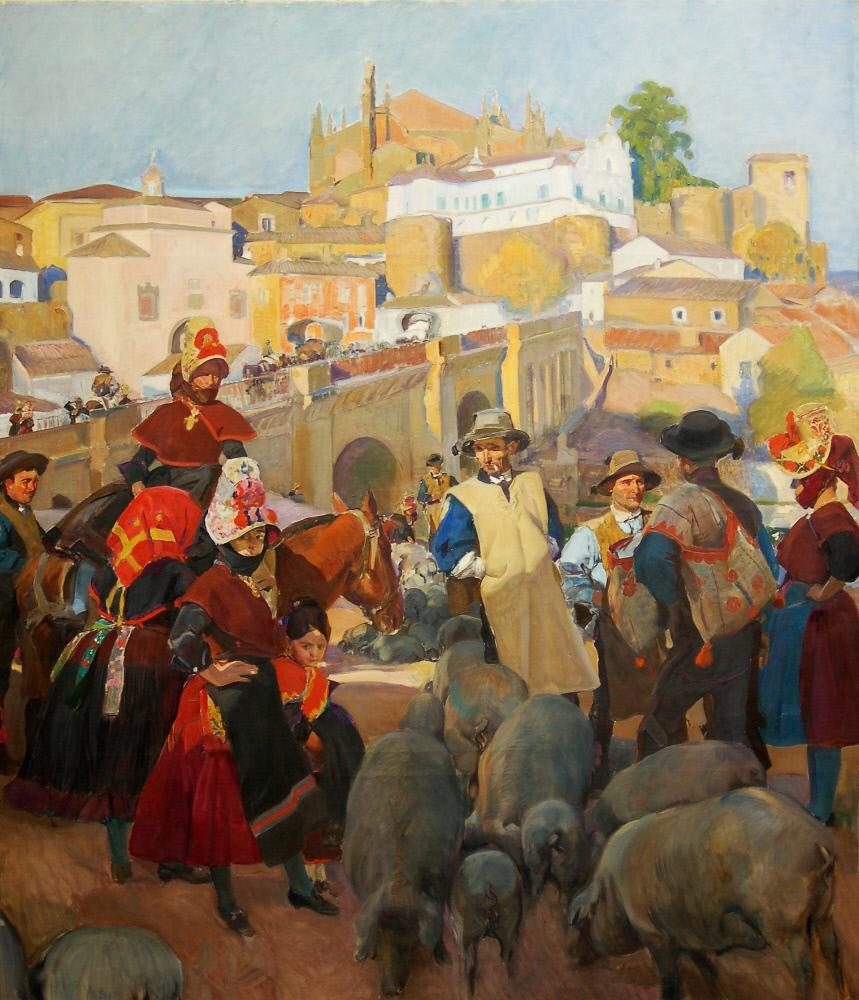
Extremadura. El mercat (1917)
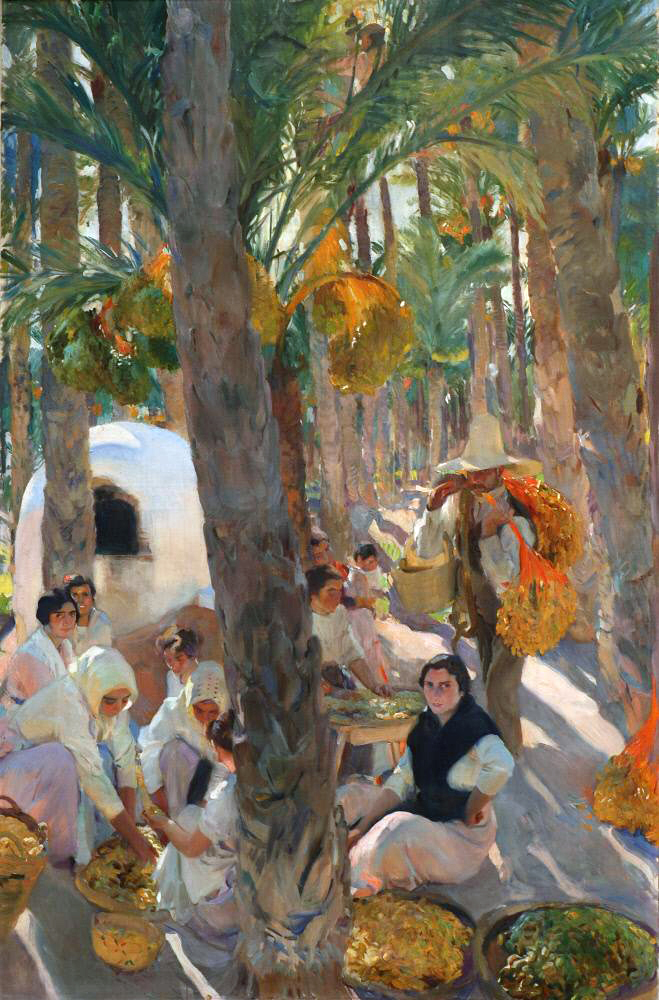
Elx. El palmerar (1918-1919)
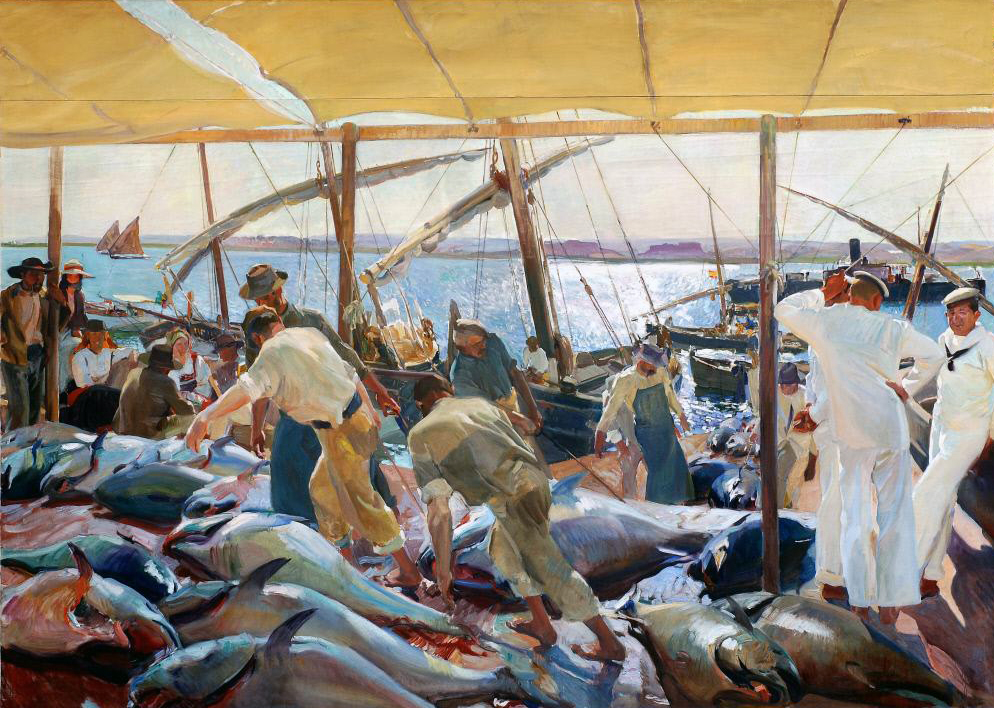
Ayamonte. La pesca de la tonyina (1919)

## Restauració
Per necessitats de restauració, aquest conjunt de pintures va ser despenjat el 2008 i es va aprofitar l'ocasió per exhibir-ho en diverses ciutats espanyoles: València, Barcelona, el Museu de Belles arts de Bilbao, el Museu de Belles arts de Sevilla i el Museu del Prado a Madrid, al llarg de 2009. L'exposició en el Museu del Prado va ser presentada dins d'una gran mostra antològica de l'obra de Sorolla (amb unes 465.000 visites). La sèrie de llenços Visió d'Espanya van ser retornats a la Hispanic Society el 2010.